# Сінгкіл (Індонезія)
Сінгкіл — місто в провінції Ачех в Індонезії та є центром (столицею) регентства Ачех Сінгкіл.

## Клімат
Сінгкіл має клімат тропічного тропічного лісу (Af) з сильними або дуже рясними опадами цілий рік.